# علي ولد سي سعدي
علي ولد سي سعدي هو صوفي وسياسي ومحارب جزائري اشتهر بمناهضته للاحتلال الفرنسي للجزائر.

## مبايعة محمد بن زعموم
تمت مبايعة الحاج «علي ولد سي سعدي»، الذي كان وكيلا على أوقاف زاوية سي السعدي، مع محمد بن زعموم لإعلان المقاومة الشعبية المسلحة ضد المحتل الفرنسي من قبل «مجلس أعيان مدينة الجزائر» بعد اجتماع عقد بـ«تامنتفوست» بتاريخ 23 جويلية 1830م.
وتم عقد هذا الاجتماع داخل برج تامنتفوست الذي كان برجا قديما تم ترميمه من طرف الأتراك.

## معركة الحراش (1831)

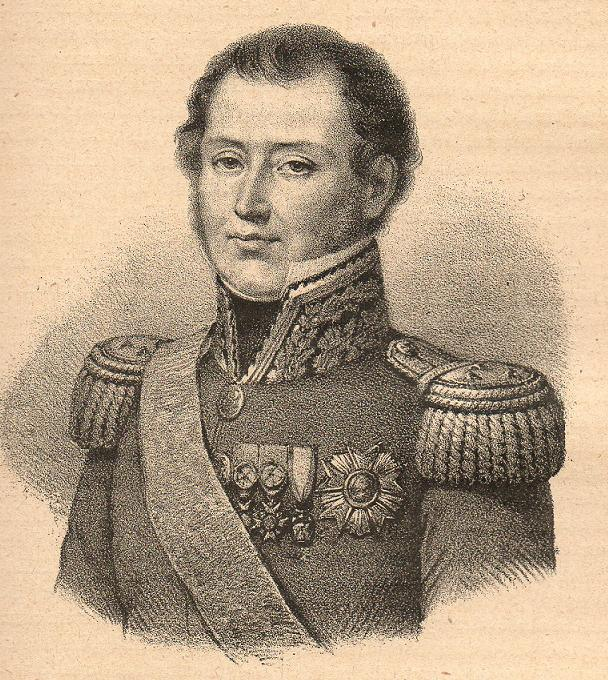
الجنرال بيار بيرتيزين

كان «علي ولد سي سعدي» سَبَّاقا إلى تنظيم المقاومة الشعبية الجزائرية ضد فرنسا في سهل متيجة وحول منطقة الحراش ابتداء من سنة 1831م.
فقام «علي ولد سي سعدي» بتنظيم المقاومة في فصل ربيع سنة 1831م حيت تمردت قبائل سهل متيجة لتهاجم الثكنة العسكرية الفرنسية في الحراش بالإضافة إلى استهداف «المزرعة النموذجية» في منطقة بابا علي لوقوعهما على ضفة وادي الحراش.
ثم قام «زعيم قبيلة فليسة أومليل» في منطقة القبائل، المدعو «الحاج محمد بن زعموم»، بالاجتماع بالزعيم العاصمي «علي ولد سي سعدي» غير بعيد عن مدينة الجزائر في المكان المسمى «سيدي رزين» غير بعيد عن «مقبرة سيدي رزين» في المخرج الجنوبي لمدينة الحراش باتجاه براقي على الضفة الشرقية من وادي الحراش، وكان هذا الاجتماع يهدف إلى تنسيق عملية مقاومة جديدة ضد الجيش الفرنسي.
وكان «محمد بن زعموم» على رأس 4.000 جندي جزائري قد خيموا قرب وادي الحراش منذ أيام قليلة في انتظار التحاق أفواج عسكرية مقاومة من قبائل شرق متيجة، كما أن المقاومين في منطقة البليدة كانوا يتكفلون بتوفير الذخيرة والمؤونة للجنود الزواوة.
وكانت مجموعات زواوية تنطلق كل يوم من هذا المخيم الحراشي لنهب الممتلكات الاستيطانية الفرنسية المحيطة بوادي الحراش، ليتم تنظيم هجوم كبير بعد ذلك على «المزرعة النموذجية» في منطقة بابا علي بتاريخ 17 جويلية 1831م.
وكرد فعل فرنسي على هذا الهجوم الجزائري، قام الجنرال «بيار بيرتيزين» الذي كان القائد العام للقوات المسلحة الفرنسية في الجزائر آنذاك بالتحرك الحثيث انطلاقا من مدينة الجزائر على رأس فيلق مكون من 3.000 جندي فرنسي واستطاع تفريق «مخيم سيدي رزين» بتاريخ 18 جويلية 1831م.
فتم إخماد الثورة في مهدها، لكن «محمد بن زعموم» مع جنوده من «قبيلة فليسة أومليل» استطاعوا الانسحاب نحو قراهم في منطقة القبائل آخذين معهم الحاج «علي ولد سي سعدي» الذي واصل منذ ذلك التاريخ من منطقة الزواوة مهمة تحريض السكان الجزائريين على مقاومة الاحتلال الفرنسي، ولكن بعيدا عن مدينة الجزائر.
وقد تنبهت سلطة الاحتلال الفرنسي بعد أحداث جويلية 1831م إلى أهمية منطقة الحراش المطلة على سهل متيجة، فتم تحصين هذا المدخل الشرقي للعاصمة من طرف القيادة العسكرية الفرنسية عبر تواجد كثيف وقوي للجنود والثكنات بشكل دائم في هذا الموقع لضمان الأمن على مشارف مدينة الجزائر.
إلا أن الاعتبارات الصحية المتعلقة بتواجد مستنقعات كثيرة قرب وادي الحراش كانت عائقا كبيرا أمام تمركز الجيش الفرنسي هناك، مما عجل من حتمية اتخاذ قرار «تجفيف المستنقعات» المتواجدة مباشرة قرب «برج الحراش» للسماح بمكوث أطول لجنود الثكنة دون تعرضهم للإصابة بالأمراض المعدية.
فتم تكليف «جنود الثكنة الحراشية» بعملية «تجفيف المستنقعات» بمساعدة 500 جزائري تم انتدابهم من السكان المحيطين بوادي الحراش بالإضافة إلى 300 سجين مدني.
واستغرقت أشغال «تجفيف المستنقعات» أكثر من سبعة شهور من العمل الدؤوب من أجل الوصول إلى نتيجة مقبولة تحمي الفرنسيين من الأمراض المعدية والرطوبة الزائدة.

## خلافة سيباو
بعد ازدياد سمعة الأمير عبد القادر عبر كل إقليم الجزائر منذ 1832م، تأثر الزواوة في منطقة القبائل به بحكم قلقهم من وجود جنود قوات الاحتلال الفرنسي غير بعيد عن جبال جرجرة في مدينة الجزائر.
فأرسلت قبائل الزواوة إلى الأمير عبد القادر بمبعوثهم الحاج «علي ولد سي سعدي» المنحدر من قبيلة «آيت خلفون» طالبين منه دعمهم ومظهرين رغبتهم في محاربة الفرنسيين تحت قيادته.
فأسند الأمير عبد القادر منصب «خليفة منطقة القبائل» إلى «علي ولد سي سعدي» وكلفه بتبليغ رسالة إلى رؤساء قبائل الزواوة، خاصة «شيخ قبيلة فليسة أومليل» المدعو «الحاج بن زعموم»، وإلى «شيخ قبيلة عمراوة» المدعو «بلقاسم أوقاسي»، وذلك لإعلامهم بأنه سيزور قريبا منطقة القبائل طالبا منهم في انتظار ذلك الدعم الفعلي لخليفته المعيَّن «علي ولد سي سعدي».
فعاد الخليفة «علي ولد سي سعدي» في سنة 1837م يصطحبه 20 فارسا من فرسان الأمير عبد القادر.
وبعد سنة من عودته، رجع «علي ولد سي سعدي» إلى الأمير عبد القادر في سنة 1838م من أجل إبلاغه بنتائج مهمة خلافته في بلاد الزواوة وإخباره بالصعوبات التي لاقاها مع بعض قبائل الكراغلة المستقرة في شرق سهل متيجة، والذين رفضوا الإقرار بسلطة خلافته عليهم.
فجعل هذا السلوك الرافض الأمير عبد القادر يعتبر هذه القبائل الكرغلية مناوئة له، وبأنها عميلة بوقاحة مع الاحتلال الفرنسي، وأنها تجاوزت تعليماته بعدم المتاجرة بتاتا مع الفرنسيين.
ذلك أن رد الفعل المتعجرف والمتحدي من طرف قائد الكراغلة المدعو «الباي رام» (بالفرنسية: El Bay Ram)‏ كان قد أثار بشدة حفيظة الأمير عبد القادر.
فقدم الأمير عبد القادر إلى منطقة القبائل على رأس جيش نظامي من الفرسان والمشاة، وقام بوضع مخيمه لمدة معينة في منطقة برج البويرة (برج حمزة).
ولما سمعت «قبائل الزواوة» بأن «الأمير عبد القادر» كان يقود قواته المسلحة بنفسه، جاءت كلها إلى مخيمه من أجل استقبال هذا الرجل الذي انتشرت سمعته عبر كامل تراب الجزائر.
فقام الأمير بالصفح عن «قبائل الكراغلة» المنشقة من أجل تقوية صفوف المقاومة الشعبية، كما كلف مساعديه بإحضار الهاربين مع ضمان العفو عنهم.
وكانت القبائل قد ذهبت لملاقاة الأمير بكثير من الهدايا، فكانت «قبيلة عمراوة» سباقة إلى إهدائه 150 بغلا محملا بالتين والزبيب وزيت الزيتون والشمع لتغطية احتياجات جيشه.
فاقترح الأمير عبد القادر قيادة منطقة واد سيباو على بلقاسم أوقاسي الذي كان «زعيم قبيلة عمراوة»، إلا أن هذا الأخير رفض ذلك مبينا بأن ظروف الحرب الراهنة تقتضي تمكين أحد الأشراف، كما جرت العادة، من الدور الأول.
فأشار بلقاسم أوقاسي إلى كون أحمد بن سالم أولى بحمل صفة الخليفة بحكم انتمائه إلى الأشراف، وبأنه سيكتفي بدور ثانوي لدعم المقاومة ضد الاحتلال الفرنسي.
فانبهر الأمير عبد القادر بتواضع بلقاسم أوقاسي ثم قام باستدعاء أحمد بن سالم لتعيينه على رؤوس الأشهاد في منصب «خليفة واد سيباو» عبر إلباسه برنوسا وعزف الموسيقى العسكرية على شرفه.

## مقاومته للاحتلال الفرنسي
عندما برزت المقاومة الشعبية الجزائرية ضد فرنسا تحت إمرة الأمير عبد القادر، انضم الزواوة في منطقة القبائل تحت لوائها منذ سنة 1835م، وهو التاريخ الذي عيّن فيه الأمير عبد القادر المدعو «علي ولد سي سعدي» خليفة له.
ثم لم يلبث أن عوضه في اجتماع البويرة سنة 1838م بالسيد أحمد بن سالم، يساعده في خلافته ثلاثة آغاوات هم:
1- «بلقاسم أوقاسي» في عمراوة،
2- «الحاج محمد بن زعموم» ممثلا عن عرش إفليسن أومليل،
3- «سي الجودي» ممثلا عن أعراش إقاواون (جرجرة).
وبعدما تم استقبال الأمير عبد القادر من طرف الخليفة أحمد بن سالم في «برج حمزة» بالبويرة، رافقه في اليوم التالي إلى بوغني أين حظي هناك بأحر الاستقبال، حيث جاءت ألوف الناس من كل منطقة القبائل تنتظرة للتحية.
وقصد أمير بعد زيارته بوغني أهل معاتقة حيث قام بزيارة «سوق الخميس» و«زاوية سيدي علي موسى» أين وجد في هذا اليوم جماهير غفيرة بشكل غير معهود كانت على عجل لرؤية الأمير.
فطلب الأمير بعد أن حيى الحاضرين التحدث مع زعيمهم فردوا بأن لا زعيم لهم بل لهم أمناء يمثلون قراهم.
ولما تقدم هؤلاء ذكر الأمير بالخطر الذي يمثله الاحتلال الفرنسي والذي لن يتأخر بالوصول إليهم إذا لم يساعدوه في الحرب التي يخوضها منذ سنوات.
غير أن الأمناء، الذين كانوا غيورين على حريتهم وواثقين من حصن جبالهم، رفضوا أي مساهمة في المجهود الحربي الذي طلب منهم.
وأمام عدم التفهم هذا لم يلح الأمير على مخاطبيه وواصل طريقه في اتجاه أهل عمراوة.
و حل الأمير بتيزي وزو حيث اتقبل بحفاوة في البرج التركي القديم الذي أصبح مقر إقامة «بلقاسم أوقاسي» آغا عمراوة.
وكان العمراويون من المؤيدين لقضية الأمير وقد عبروا فيها منذ الزيارة الأولى التي جاء فيها إلى البويرة.

## معركة الحراش (1832)

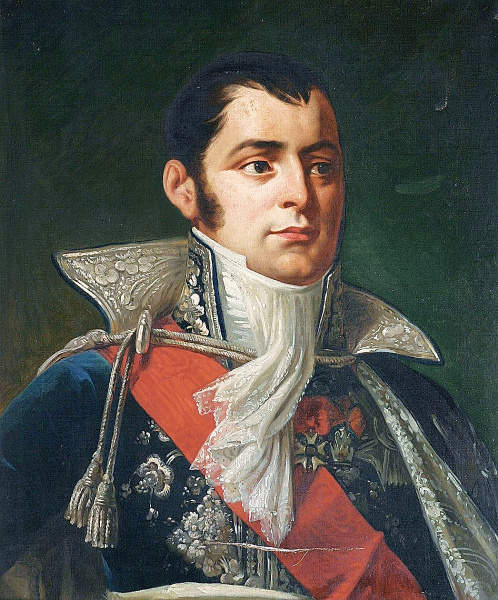
صافاري دي روفيغو

كان وقع مجزرة العوفية التي جرت ما بين 6 و10 أفريل 1832م كبيرا على المقاومين الجزائريين في سهل متيجة ومنطقة القبائل.
فما كان من الحاج «علي ولد سي سعدي» المتواجد عند محمد بن زعموم في «قبيلة فليسة أومليل» منذ معركة الحراش في سنة 1831م، ضمن منطقة القبائل، إلا أن اغتنم الشعور بالحزن بسبب هذه الإبادة من أجل تحريض قبائل متيجة والزواوة بهدف الانتقام من الفرنسيين.
فبعد أسابيع قليلة من مجزرة العوفية في شهر أفريل 1832م، عَلِمَتْ قيادات قبيلتي «يسر» و«عمراوة» بأن مفرزة من الجنود الفرنسيين تقوم كل يوم بالذهاب لحصاد التبن في مراعي منطقة «رأس (الوطء) الموطئ» (بالفرنسية: Ras El Outa)‏ المختصرة بكلمة «راصوطة» (بالفرنسية: Rassauta)‏ قرب برج الكيفان.
فتم حشد مائة فارس جزائري وتحضير كمين للمفرزة الفرنسية بتاريخ 23 ماي 1832م على بُعد بعض المئات من الأمتار قرب «برج الحراش» الذي كانت «قبيلة العوفية» تتحكم فيه.
وتمت إثر نصب هذا الكمين المُحكَم مهاجمة ومفاجأة 27 جنديا من الفيلق الأجنبي الفرنسي و25 فارسا من صيادي أفريقيا من طرف الفرسان الزواوة لتتم إبادة 26 جنديا منهم بعد الاشتباك معهم، ونجاة جندي واحد تم أسره · .
وكانت هذه المفرزة تحت قيادة «النقيب سالومون دي موسي» (بالفرنسية: Commandant Salomon de Mussy)‏ بالنسبة لفرسان صيادي أفريقيا و«الملازم شام» (بالفرنسية: Lieutenant Cham)‏ دي الأصول السويسرية بالنسبة لجنود الفيلق الأجنبي الفرنسي الذي تم إنشاؤه بتاريخ 9 مارس 1831م من طرف الملك لويس فيليب الأول وكاتب الدولة للحرب الماريشال جان دو ديو سول · .
وكانت هذه الخسارة في الأرواح قد أغضبت الجنرال «صافاري دي روفيغو» بما جعله يستغرق كل شهر جوان 1832م في البحث عن السبل والوسائل للذهاب إلى أبعد من ساحل «رأس ماتيفو» (بالفرنسية: Cap Matifou)‏ قرب عين طاية قصد الهجوم الانتقامي من المقاومين الجزائريين · .
إلا أن جهود الجنرال «صافاري دي روفيغو» ذهبت سدى ولم يستطع تنظيم الهجوم المرتقب على المقاومين، في حين أن بلوغ منتصف شهر جوان عَجَّلَ في إخلاء موقع «برج الحراش» كالمعتاد من طرف الفرنسيين بسبب رطوبة المستنقعات وانتشار الأمراض المعدية خلال فصل الصيف ذي الحرارة المرتفعة · .